# Hyperomyzus petiolaris
Hyperomyzus petiolaris är en insektsart som först beskrevs av Frank Hall Knowlton och Allen 1945.  Hyperomyzus petiolaris ingår i släktet Hyperomyzus och familjen långrörsbladlöss. Inga underarter finns listade i Catalogue of Life.